# Мейпл-Лейк (тауншип, Миннесота)
Мейпл-Лейк (англ. Maple Lake) — тауншип в округе Райт, Миннесота, США. На 2000 год его население составило 2128 человек.

## География
По данным Бюро переписи населения США площадь тауншипа составляет 89,7 км², из которых 82,3 км² занимает суша, а 7,5 км² — вода (8,31 %).

## Демография
По данным переписи населения 2000 года здесь находились 2128 человек, 744 домохозяйства и 604 семьи.  Плотность населения —  25,9 чел./км².  На территории тауншипа расположена 891 постройка со средней плотностью 10,8 построек на один квадратный километр. Расовый состав населения: 98,68 % белых, 0,05 % афроамериканцев, 0,33 % коренных американцев, 0,38 % азиатов, 0,19 % — других рас США и 0,38 % приходится на две или более других рас. Испанцы или латиноамериканцы любой расы составляли 0,47 % от популяции тауншипа.
Из 744 домохозяйств в 37,9 % воспитывались дети до 18 лет, в 75,1 % проживали супружеские пары, в 3,1 % проживали незамужние женщины и в 18,7 % домохозяйств проживали несемейные люди. 14,8 % домохозяйств состояли из одного человека, при том 5,6 % из — одиноких пожилых людей старше 65 лет. Средний размер домохозяйства — 2,86, а семьи — 3,19 человека.
28,6 % населения — младше 18 лет, 6,3 % — в возрасте от 18 до 24 лет, 29,2 % — от 25 до 44, 26,2 % — от 45 до 64, и 9,6 % — старше 65 лет. Средний возраст — 38 лет. На каждые 100 женщин приходилось 108,2 мужчин.  На каждые 100 женщин старше 18 приходилось 107,5 мужчин.
Средний годовой доход домохозяйства составлял 60 208 долларов, а средний годовой доход семьи —  63 500 долларов. Средний доход мужчин —  42 986  долларов, в то время как у женщин — 27 500. Доход на душу населения составил 23 773 доллара. За чертой бедности находились 2,5 % семей и 4,2 % всего населения тауншипа, из которых 3,9 % младше 18 и 5,3 % старше 65 лет.